# Porter Emerson Browne
Porter Emerson Browne (Beverly, 22 giugno 1879 – Norwalk, 20 settembre 1934) è stato un commediografo statunitense.

## Filmografia (parziale)
- La vampira (A Fool There Was), regia di Frank Powell (1915)
- The Spendthrift, regia di Walter Edwin (1915)
- Joan of Plattsburg, regia di William Humphrey e George Loane Tucker (1918)
- Too Many Millions, regia di James Cruze (1918)
- The Seventh Day, regia di Henry King (1922)
- A Fool There Was, regia di Emmett J. Flynn (1922)

## Spettacoli teatrali
- A Fool There Was (Broadway, 24 marzo 1909)
- The Spendthrift (Broadway, 11 aprile 1910)
- Chains (Broadway, 16 dicembre 1912)
- The Bad Man (Broadway, 30 agosto 1920)